# Gelasine coerulea
Gelasine coerulea là một loài thực vật có hoa trong họ Diên vĩ. Loài này được (Vell.) Ravenna miêu tả khoa học đầu tiên năm 1977.